# Most na rijeci Globornici
Most na rijeci Globornici je most u općini Generalski Stol na rijeci Globornici, zaštićeno kulturno dobro.

## Opis dobra
Most sagrađen od kamena, s tri nepravilno ritmizirana polukružno završena lučna otvora nejednakog raspona. Specifičnog je tlocrta u obliku izduženog slova „S“, konstrukcije i oblikovanja s razdvojenim otvorima čiji je položaj uvjetovan dvostrukim koritom rijeke Globornice. Kao dio spojne ceste koja povezuje povijesne ceste „Jozefinu“, „Karolinu“ i „Lujzijanu“, na mjestu starijeg drvenog mosta, sagrađen je u zadnjoj četvrtini 19. st. Unikatan je i značajan primjer u povijesti kamene mostogradnje u Hrvatskoj.

## Zaštita
Pod oznakom Z-6473 zaveden je kao nepokretno kulturno dobro – pojedinačno, pravna statusa zaštićena kulturnog dobra, klasificirano kao "javne građevine".